# Carcinopsis merayi
Carcinopsis merayi är en insektsart som först beskrevs av Griffini 1912.  Carcinopsis merayi ingår i släktet Carcinopsis och familjen Anostostomatidae. Inga underarter finns listade i Catalogue of Life.